# Pseudocolaptes
Pseudocolaptes – rodzaj ptaków z podrodziny kowalczyków (Pseudocolaptinae) w obrębie rodziny garncarzowatych (Furnariidae).

## Zasięg występowania
Rodzaj obejmuje gatunki występujące w Ameryce Centralnej i Południowej.

## Morfologia
Długość ciała 20–22 cm, masa ciała 37–62 g.

## Systematyka

### Etymologia
Pseudocolaptes: gr. ψευδος pseudos „fałszywy”; κολαπτης kolaptes „dzięcioł”.

### Podział systematyczny
Do rodzaju należą dwa gatunki:
- Pseudocolaptes lawrencii Ridgway, 1878 – kowalczyk płowy
- Pseudocolaptes johnsoni Lönnberg & Rendahl, 1922 – kowalczyk ekwadorski
- Pseudocolaptes boissonneauii (Lafresnaye, 1840) – kowalczyk andyjski